# Operación Galeana

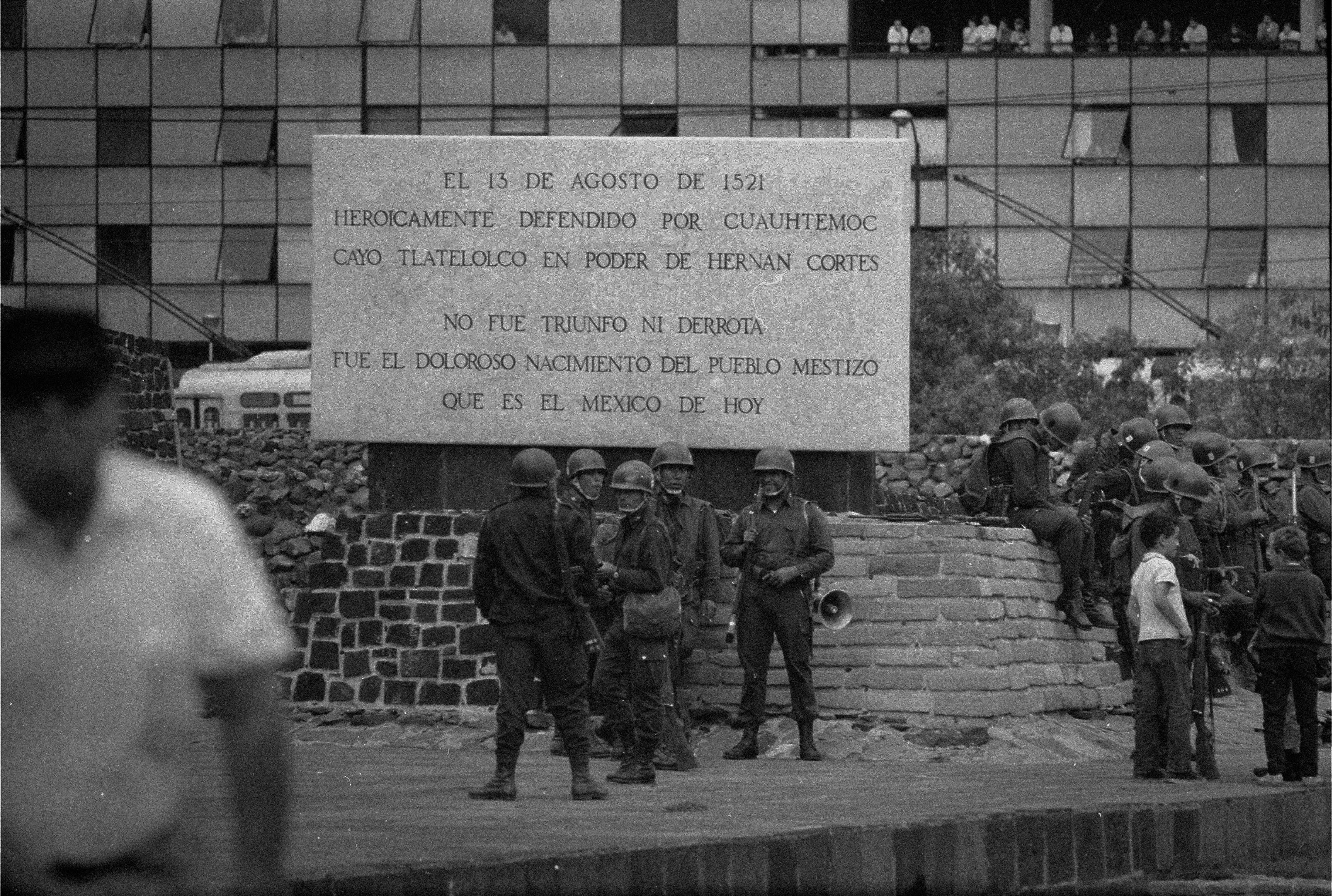
Elementos del ejército en la zona arqueológica de Tlatelolco

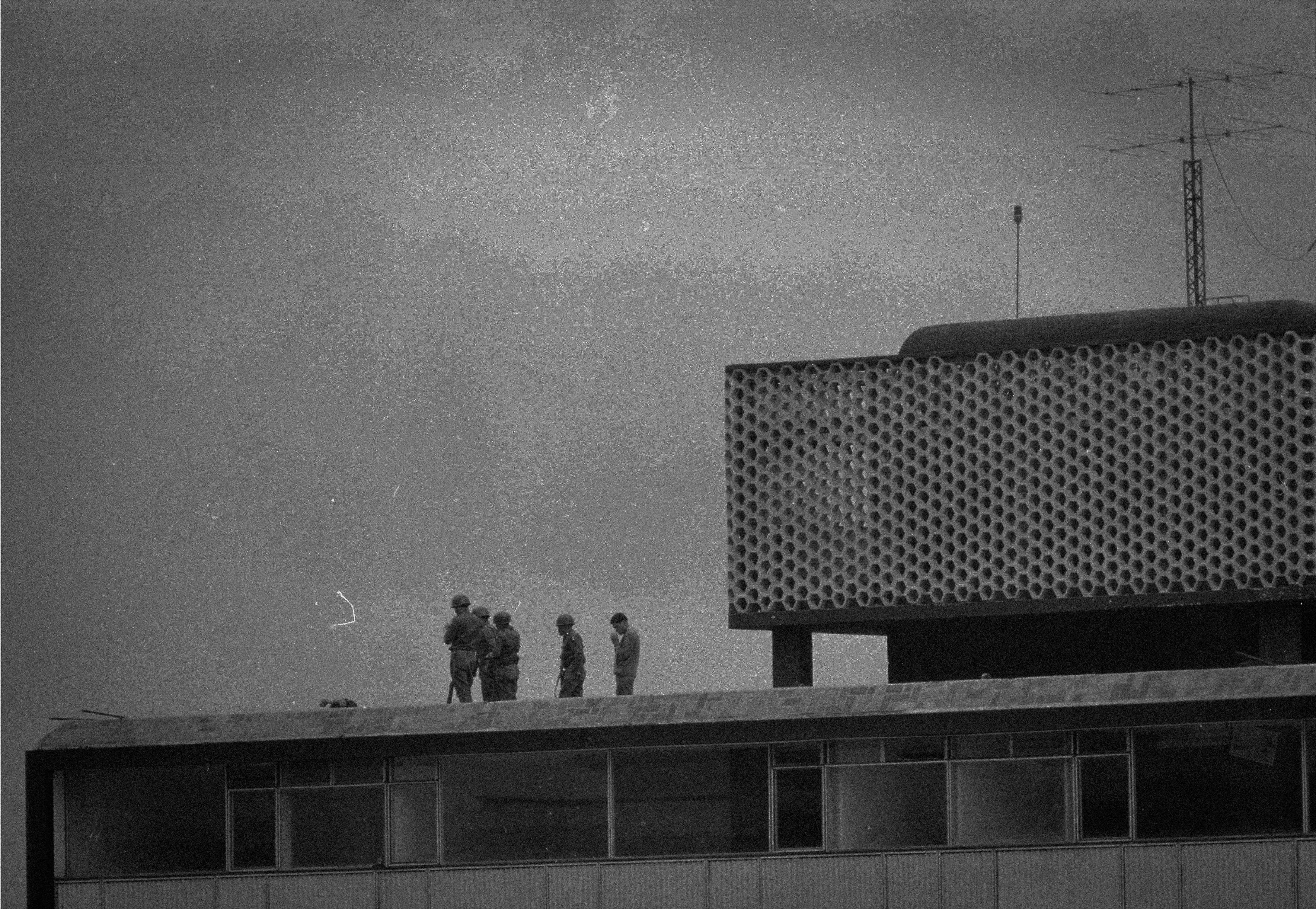
Soldados en la azotea de un edificio de Tlatelolco

La Operación Galeana fue una operación militar que desencadenó la masacre de Tlatelolco en Ciudad de México en 1968. Planeada por el gobierno de México y ejecutada por el Ejército Mexicano, con el apoyo de la Dirección Federal de Seguridad de la Secretaría de Gobernación (ministerio del Interior del país) y el grupo paramilitar Batallón Olimpia, lanzada el 2 de octubre de 1968 en la Plaza de las Tres Culturas de la Ciudad de México y que desencadenó en la masacre de Tlatelolco. Tuvo como fin terminar el Movimiento estudiantil de 1968 en México y encarcelar a sus principales líderes. Fue planeada y dirigida por Marcelino García Barragán con la dirección en campo de Crisóforo Mazón Pineda, con tres batallones del ejército mexicano agrupados en el llamado Destacamento Militar Galeana.

## Concepción
El entonces presidente Gustavo Díaz Ordaz decidió que era momento de "poner un alto" al Movimiento estudiantil de 1968 en México, que llevaba algunos meses de desarrollo. "Él se mostró profundamente ofendido por la toma de la catedral y por el izamiento de un estandarte rojinegro en el asta bandera del Zócalo", informó a los Estados Unidos el entonces embajador de ese país en México, Fulton Freeman.
A las 07:00 de la mañana del 2 de octubre de 1968 inició la planeación de la operación con el nombre clave "Galeana" en el despacho de Marcelino García Barragán, con este mismo presente, su Estado Mayor, su secretario particular, ayudantes y Fernando Gutiérrez Barrios, entonces titular de la Dirección Federal de Seguridad de la Secretaría de Gobernación.

## Información
El Consejo Nacional de Huelga, que encabezaba el movimiento estudiantil, sesionaba en Zacatenco, al norte de la Ciudad de México. Dicho órgano estudiantil decidió suspender la marcha programada para el 2 de octubre con el fin de dar un gesto de negociación al gobierno. Dos representantes del gobierno mexicano, Andrés Caso Lombardo y Jorge de La Vega Domínguez, sostuvieron un encuentro informal con los líderes estudiantiles Gilberto Guevara Niebla, Anselmo Muñoz y Luis González de Alba. En ella se habló del ánimo de negociar del gobierno para terminar el conflicto.

## Planeación
Luis Gutiérrez Oropeza, entonces jefe del Estado Mayor Presidencial, informó a García Barragán que buscaría departamentos vacíos en el edificio Chihuahua, el de mayor tamaño frente a la Plaza de las Tres Culturas con el fin de alojar soldados en ellos. Encontraron tres, uno en el tercer piso y dos en el cuarto. Gutiérrez Oropeza dijo a García Barragán que no habría forma de aprehender a los líderes estudiantiles "sin echar balazos". Los objetivos de la operación fueron:
- Impedir que los concurrentes al mitin en la Plaza de las Tres Culturas se trasladaran al Casco de Santo Tomás
- Disolver el mitin
- Detener a los miembros del Consejo Nacional de Huelga

Las tareas a realizar por los militares fueron:
- Desalojar a las personas concurrentes al mitin en caso de ser necesario
- Aislar el área para impedir el acceso una vez despejada
- Los comandantes de agrupación tenían como objetivo que si se ameritaba efectuar fuego para repeler cualquier agresión, se hiciera solamente de ser posible, localizando a los francotiradores

### Mandos de la operación
- Marcelino García Barragán[5]
- Ernesto Gutiérrez Gómez Tagle, comandante del Batallón Olimpia[5]
- Crisóforo Mazón Pineda, general brigadier, encargado de operar en campo[5]

### Planificación de la fuerza militar
La planeación militar incluía la participación de la Segunda Brigada de Infantería Reforzada del Ejército Mexicano dividida en tres grupos:
- Grupo 1 al mando de Alberto Sánchez López, integrado por
  - Primer Batallón de fusileros paracaidistas
  - Segundo Escuadrón blindado de reconocimiento
  - Primer Batallón de infantería de guardias presidenciales
- Grupo 2 al mando de José Hernández Toledo, integrado por
  - 40.º Batallón de infantería
  - 19º Batallón de infantería (2 compañías).
- Grupo 3 al mando de Armando del Río Acevedo, integrado por
  - 43.er Batallón de infantería
  - 44.º Batallón de Infantería
  - Primer Escuadrón blindado de reconocimiento

Adicionalmente García Barragán supo iniciada la operación de un grupo del Estado Mayor Presidencial (presuntamente el Batallón Olimpia) en la operación:

Mi general, me dijo: tengo varios oficiales del Estado Mayor Presidencial apostados en algunos departamentos, armados con metralletas para ayudar al Ejército con órdenes de
disparar a los estudiantes armados, ya todos abandonaron los edificios, sólo me quedan dos que no alcanzaron a salir y la tropa ya va subiendo y como van registrando los cuartos
temo que los vayan a matar, quiere usted ordenar al general Mazón que los respeten
General Luis Gutiérrez Oropeza

Dichos elementos habrían sido ubicados por elementos del estado mayor vestidos de civil desde la mañana del 2 de octubre, incluido el penthouse 1301 en el piso 13 del edificio Molino del Rey, propiedad de Rebeca Zuno, cuñada de Luis Echeverría.
En la operación se dispusieron cerca de 300 vehículos militares entre los que se contaron "tanques ligeros, unidades de asalto, jeeps y transporte militar", los cuales cercarían la plaza como parte de la operación. Las tropas iban provistas de municiones.